# Ka (Rapper)
Ka (* 11. August 1972 in New York City, New York; † 12. Oktober 2024 ebenda; bürgerlich Kaseem Ryan) war ein US-amerikanischer Rapper und Musikproduzent aus Brownsville, Brooklyn.

## Biografie
Im Jahr 1998 begann Ka seine Karriere bei den Gruppen Nightbreed und Natural Elements. 2008 veröffentlichte er sein erstes Album Iron Works, das er unter Freunden und Verwandten verteilte. Er hatte nach eigenen Angaben zu diesem Zeitpunkt nicht die Intention, berühmt zu werden. Einer seiner Freunde gab sein Album jedoch dem Rapper GZA vom Wu-Tang Clan. Diesem gefiel es so gut, dass er Ka auf seinem fünften Studioalbum Pro Tools als Feature haben wollte. Ka nahm das Angebot an und es entstand schließlich das Lied Firehouse.
2012 kam mit Grief Pedigree Kas zweites Studioalbum auf den Markt, welches, auch wenn es keinen kommerziellen Erfolg landen konnte, inzwischen als Klassiker in der Untergrund-Hip-Hop-Szene gilt. 2013 erschien sein drittes Studioalbum The Night’s Gambit und 2016 sein viertes Album Honor Killed the Samurai. Beide wurden für ihre poetischen und komplexen Texte gelobt. Die Website HipHopDX listete sein Album Honor Killed the Samurai auf den 14. Platz der „20 besten Rap-Alben des Jahres 2016“.
Über seine Musik schrieb Ka auf seiner Website: „Wenn du anfängst zu reimen, solltest du relevante, persönliche Themen ansprechen. Ich habe vor langer Zeit entschieden, Musik nur aus Liebe zu machen. Wenn du mit deiner Kunst gutes Geld verdienen kannst, ist das eine schöne Sache. Aber das Geld sollte nie der Grund für deine Kunst sein. Man macht Kunst, weil du gar nicht anders kannst.“
Beruflich war Ka seit Ende der 1990er Jahre als New Yorker Feuerwehrmann tätig.
Ka starb im Oktober 2024 im Alter von 52 Jahren in New York City.

## Diskografie

### Soloalben
- 2008: Iron Works
- 2012: Grief Pedigree
- 2013: The Night’s Gambit
- 2016: Honor Killed the Samurai
- 2020: Descendants of Cain
- 2021: A Martyrs Reward
- 2022: Woeful Studies
- 2022: Languish Arts
- 2024: The Thief Next to Jesus

### EPs
- 2014: 1200 B.C. (mit Preservation)
- 2016: The Superfly Single

### Kollaborationen
- 2015: Days with Dr. Yen Lo (mit Preservation als Dr. Yen Lo)
- 2018: Orpheus vs. the Sirens (mit Animoss als Hermit and the Recluse)

## Kontroverse
Ka geriet im August 2016 und kurz nach Veröffentlichung seines vierten Longplayers Honor Killed the Samurai in die Schlagzeilen, als eine Journalistin der Boulevardzeitung New York Post Kas Beruf ausfindig machen konnte. Demnach sei Ka Feuerwehrmann bei der New Yorker Feuerwehr und habe den Dienstgrad eines Captains. In dem Bericht wird Ka dafür kritisiert, dass er in seinen Liedern einerseits die Polizei kritisiere und beleidige, aber auf der anderen Seite selber für die New Yorker Behörde arbeite. Auf Twitter schrieb Ka kurz nach Veröffentlichung des Artikels: „With love comes hate … can’t have one without the other. Be prepared for both.“ („Mit Liebe kommt Hass … man kann nicht eines ohne das andere haben. Sei für beides gewappnet.“).
Die Zeitschrift Spin kritisierte den Artikel der New York Post. Die Journalisten würden Kas Texte aus dem Zusammenhang reißen und deren Kontext nicht erkennen. Rapper El-P gab über soziale Medien bekannt, dass er der New York Post nie wieder ein Interview geben werde. Die Journalisten, die den Artikel geschrieben haben, sollten sich seiner Meinung nach fragen, wie viele Leben sie schon gerettet hätten, anstatt zu versuchen, eines zu zerstören.